# Роза Мота
Роза Мота  (порт. Rosa Mota, 29 червня 1958) — португальська легкоатлетка, олімпійська чемпіонка.
Переможниця Лондонського марафону (1991).

## Виступи на Олімпіадах
| Олімпіада         | Дисципліна         | Місце          |
| ----------------- | ------------------ | -------------- |
| Лос-Анджелес 1984 | біг на 3000 метрів | участь h3 r1/2 |
| Лос-Анджелес 1984 | марафонський біг   | 3              |
| Сеул 1988         | марафонський біг   | 1              |